# Vrijdagmoskee van Varamin
Vrijdagmoskee van Varamin (Perzisch: مسجد جامع ورامین – Masjid-e-Jāmeh Varāmīn) is een grote moskee (Jameh) in de stad Varamin, in de provincie Teheran in Iran. Deze moskee is een van de oudste gebouwen van Varamin. De bouw begon in de veertiende eeuw tijdens het bewind van Sultan Mohammad Khodabaneh en werd tijdens de regering van zijn zoon Sultan Abu Sa'eed voltooid. Dit gebouw bestaat uit een shabestan, iwan en een grote stenen koepel.